# Eupithecia hilariata
Eupithecia hilariata là một loài bướm đêm trong họ Geometridae.